# Lagoúdi Zía
Lagoúdi Zía är en ort i Grekland.   Den ligger i prefekturen Nomós Dodekanísou och regionen Sydegeiska öarna, i den sydöstra delen av landet, 300 km öster om huvudstaden Aten. Lagoúdi Zía ligger 242 meter över havet och antalet invånare är 284. Den ligger på ön Kos.
Terrängen runt Lagoúdi Zía är kuperad åt sydost, men åt nordväst är den platt. Havet är nära Lagoúdi Zía åt sydost.  Närmaste större samhälle är Kos, 9,3 km nordost om Lagoúdi Zía. 